# Jean Hansen
Jean Werner Hansen (nascido em 6 de março de 1932 — 12 de abril de 1987) foi um ciclista dinamarquês que participava em competições de ciclismo de pista. Durante os Jogos Olímpicos de 1952 em Helsinque, Hansen competiu na prova de perseguição por equipes e terminou em quinto.